# Yeni Asmarani
Yeni Asmarani (* 20. März 1992 in Bandung) ist eine indonesische Badmintonspielerin. 

## Karriere
Yeni Asmarani wurde bei den Indonesia International 2010 Fünfte im Dameneinzel, während es im Folgejahr bei der gleichen Veranstaltung nur zu Rang 17 reichte ebenso wie beim Indonesia Open Grand Prix Gold 2011. 2012 wurde sie Fünfte bei den Singapur International 2012 und den Malaysia International 2012. Mit Platz zwei im Einzel erreichte sie beim Indonesia Open Grand Prix Gold 2012 bisher ihren größten sportlichen Erfolg.